# Скаржисько-Косьцельне (гміна)
Гміна Скаржисько-Косьцельне (пол. Gmina Skarżysko Kościelne) — сільська гміна у східній Польщі. Належить до Скаржиського повіту Свентокшиського воєводства.
Станом на 31 грудня 2011 у гміні проживало 6254 особи.

## Територія
Згідно з даними за 2007 рік площа гміни становила 36.18 км², у тому числі:
- орні землі: 84.00%
- ліси: 5.00%

Таким чином, площа гміни становить 9.57% площі повіту.

## Населення
Станом на 31 грудня 2011:
| Опис     | Загалом | Загалом | Чоловіки | Чоловіки | Жінки | Жінки |
| -------- | ------- | ------- | -------- | -------- | ----- | ----- |
| одиниця  | осіб    | %       | осіб     | %        | осіб  | %     |
| все      | 6254    | 100     | 3068     | 49.06    | 3186  | 50.94 |
| міське   | 0       | 100     | 0        |          | 0     |       |
| сільське | 6254    | 100     | 3068     | 49.06    | 3186  | 50.94 |

## Сусідні гміни
Гміна Скаржисько-Косьцельне межує з такими гмінами: Вонхоцьк, Міжець, Мірув, Скаржисько-Каменна, Шидловець.